# Andreas Josua Ulsheimer
Andreas Josua Ulsheimer (* 1578 in Gerstetten bei Heidenheim; † nach 1616), auch Ultzheimer, war ein deutscher Arzt und Weltreisender.

## Leben
Andreas Josua Ulsheimer wurde im Jahre 1578 im schwäbischen Gerstetten im heutigen Landkreis Heidenheim (Baden-Württemberg) als Sohn des evangelischen Pfarrers Jacob Ulsheimer geboren. Er erlernte in Ulm den Beruf eines Wundarztes und nahm als Feldchirurgicus in den schwäbischen Regimentern 1596 in Ungarn am Krieg gegen die Türken teil. Mit diesen war er an der Belagerung und Eroberung von Hatvan beteiligt, aber als seine Truppe in der Schlacht bei Erlau in die Flucht geschlagen und zersprengt wurde, kehrte er in die Heimat zurück und wurde den Winter über in Ulm als Wundarzt tätig.
Im Frühjahr 1597 ließ er sich erneut für einen Feldzug gegen die Türken anwerben und nahm an den Kämpfen im oberungarischen Tiefland teil, so u. a. auch an der Erstürmung von Pápa. Den Winter 1597/98 brachte Ulsheimer in Wien zu und zusammen mit seinem jüngeren Bruder Johann Cornelius wanderte er im Frühjahr 1598 nach Italien, wo er in Livorno durch die Vermittlung seines Cousins, der ein Gefolgsmann des Großherzogs von Toskana, Ferdinando I. de’ Medici,  war, eine Stelle als Balbierer und Veldscherer erhielt. Aber hier plagte ihn Fernweh, es zog ihn in die Welt hinaus. „Da ich nun etliche Monat also in Besatzung gelegen, mochte ich nicht länger auf der bernhaut ligen, sondern trachtete nach anderer Gelegenheit weiter zu raißen.“
Auf einem friesischen Schiff reiste er nach Amsterdam, von wo aus er im Zeitraum 1599 bis 1603 auf holländischen Schiffen dreimal nach Westindien (vornehmlich nach Santo Domingo) und einmal nach Brasilien fuhr. Auf der ersten Reise erlitt er bei den Azoren Schiffbruch, konnte sich aber an Land retten und war im Frühjahr 1600 wieder glücklich in Amsterdam. 1603–1604 bereist er auf einem Schiff der „Genuesischen Compania“ die westafrikanische Guineaküste, wobei er an der Goldküste ein kleines Schiff, eine Schaluppe, unterstellt bekam, und mit der mit Handelsgut beladenen Schaluppe nach Benin fuhr. In Benin half er dem dortigen König mit seinen Schiffskanonen eine ummauerte aufständische Stadt zu erobern. Gut beladen mit Pfeffer fuhr er weiter nach Kamerun, um Elfenbein einzutauschen, wonach er zurück zum Treffen mit holländischen Schiffen an die Goldküste fuhr.
Von 1604 bis 1609 unternahm Ulsheimer auf einem Schiff der Niederländische Ostindien Compagnie (V.O.C.) eine Reise nach Sumatra, Java und anderen Inseln des heutigen Indonesiens für den Handel und nach Goa zum Kampf gegen die Portugiesen dort. Nach der Rückkehr im Oktober 1609 zog Ulsheimer wieder in seine schwäbische Heimat, wo er sich zunächst zu seinem Bruder Sebastian begab, der Schulmeister in der Gemeinde Schondorf war. Ein wenig später zog er weiter zu seinem jüngeren Bruder Johann Cornelius, der zu jener Zeit Forstknecht auf Schloss Grafeneck war. Hier heiratete er Anna Hosch, die Tochter des früheren Forstknechtes auf Grafeneck. 1610 ließ sich Andreas Josua Ulsheimer als Wundarzt in Tübingen nieder.
Seine Reiseerlebnisse fasste Andreas Josua Ulsheimer in einem handschriftlichen Manuskript zusammen unter dem Titel Wahrhaffte Beschreibung etlicher Raisen … in Europa, Africa, Ostindien und Amerika….
Der Reisebericht ist besonders in Bezug auf Westafrika bemerkenswert, da hier Ulsheimer 1603 einem missglückten Versuch der Holländer beiwohnte, die lusospanische Festung Elmina zu erobern. Des Weiteren beinhalten die neun Kapitel des Guinea-Teils eine anschauliche Beschreibung der Küste zwischen Kap Verde bis Gabun, mit allem, was es aus damaliger Sicht zu sagen gab, wobei er neben der erwähnten Elmina-Geschichte auf Accra und Benin näher eingeht. Sein Bericht enthält u. a. auch eine Auflistung von einheimischen Goldgewichten der Goldküste.

## Ausgaben
Der Originalwortlaut des Manuskripts ist wiedergegeben bei:
- Wilhelm Crecelius (Hrsg.): Josua Ulsheimers Reisen nach Guinea und Beschreibung des Landes. In: Alemannia. (Bonn), 7 (1879), S. 97–120 (betrifft den Guinea-Teil der Reisebeschreibung) – Digitalisat
- Wilhelm Crecelius (Hrsg.): Josua Ulsheimers Reisen nach Guinea und Beschreibung des Landes. In: Alemannia. (Bonn), 6 (1878), S. 90–126 (betrifft übrigen Teil der Reisebeschreibung) – Digitalisat
- Sabine Werg (Hrsg.): Wahrhafftige Beschreibung ettlicher Raysen, wie dieselbigen Mr. Andreas Ultzheimer vollbracht hat. Tübingen 1971, ISBN 3-7711-0130-1.
- Adam Jones (Hrsg.): German Sources for West African History, 1599-1669 (Studien zur Kulturkunde, Band 66), Wiesbaden 1983, S. 18–43 und S. 340–356 (dt. Transkription und engl. Übersetzung mit wissenschaftl. Kommentar)

Auszüge des Manuskripts in heutigem Deutsch finden sich bei:
- Hartmut Sellke: Andreas Josua Ulsheimers Reisen nach Amerika und Guinea (1599–1604). In: Schwäbische Lebensläufe. Band 9: Schwäbische Weltenbummler (Kiechel, Ulsheimer, Mauch). Heidenheim an der Brenz 1971.